# Молдавија на Европском првенству у атлетици у дворани 2013.
Молдавија је учествовала на 32. Европском првенству у дворани 2013 одржаном у Гетеборгу, Шведска, од 28. фебруара до 3. марта. Ово је било девето Европско првенство у дворани од 1994. године када је Молдавија први пут учествовала, пропустила је само првенство одржано 1998. Репрезентацију Молдавије представљао је један такмичар који се такмичио у троскоку.
На овом првенству представник Молдавије није освојио медаљу.

## Учесници
Мушкарци:
- Владимир Летников — Троскок

## Резултати

### Мушкарци
| Атлетичар         | Дисциплина | Лични рекорд | Квалификације | Квалификације | Полуфинале | Полуфинале | Финале               | Финале       | Детаљи |
| Атлетичар         | Дисциплина | Лични рекорд | Резултат      | Место         | Резултат   | Место      | Резултат             | Место        | Детаљи |
| ----------------- | ---------- | ------------ | ------------- | ------------- | ---------- | ---------- | -------------------- | ------------ | ------ |
| Владимир Летников | Троскок    | 16,85 НР     | 16,46         | 11            |            |            | Није се квалификовао | 11 / 21 (22) |        |